# 杨蟠
杨蟠（约1017年—1106年），字公济，别号浩然居士，临海县章安（今属台州椒江区）人。
父杨徽，官太常寺卿。北宋庆历六年（1046年）贾黯榜进士，初任和州、密州推官，嘉祐二年（1057年）冬，母吴氏亡故，丁忧三年。并请王安石为其母撰墓志。历任光禄寺丞。熙宁五年（1072年）由光禄寺丞改太子中允。尔后，转陕西提举常平。元丰中为太常博士。诗为欧阳修所称讚。元祐四年（1089年）苏轼出任两浙西路钤辖兼杭州知府，楊蟠为通判，二人唱酬甚多。六年，苏轼去职，杨蟠召任承议郎。绍圣二年（1095年），以承议郎知温州。四年（1097年），遷知高郵軍。後知壽州，不久辞官，寓居杭州，卒。有《章安集》二十卷，早佚，后人辑录《章安集》，有诗105首。